# Leveson Eliot Henry Somerset
Leveson Eliot Henry Somerset (29 août 1829 - 7 février 1900) est un officier de la marine royale britannique, commandant en second de la flotte de la Manche en 1880-1881.

## Biographie
Il est le deuxième fils de Granville Somerset (1792-1848), député et de son épouse Emily Smith (décédée en 1869), fille de Robert Smith, 1er baron Carrington. Son père est le deuxième fils du 6e duc de Beaufort.
Il entre dans la marine en 1843, obtenant une commission de lieutenant en 1851. En tant que lieutenant d'artillerie du HMS Duke of Wellington il sert dans la guerre dans la Baltique (après le déclenchement de la Guerre de Crimée avec la Russie). Il fait partie de la brigade de débarquement lors de la Bataille de Bomarsund et est employé dans la batterie qui attaque le fort Nottich en 1854. L'année suivante, il assiste au bombardement de Sveaborg, lorsqu'il commande un navire durant l'attaque de nuit et reçoit la médaille de la Baltique pour ses services. En 1856, il est promu commandant et en 1862 capitaine. De septembre 1875 à février 1878, il est surintendant du chantier naval des Bermudes et, de novembre 1876 à février 1878, un aide de camp naval de la reine Victoria. Promu au grade de contre-amiral cette année-là, il est commandant en second de la flotte de la Manche de juin 1880 à juin 1881. En 1884, il est promu vice-amiral, en 1888 amiral, et en 1891, il est mis à la retraite.
Il est juge de paix pour Middlesex et Londres.
Somerset épouse, en 1872, Efah Rowley, fille du colonel RT Rowley. Il est décédé le 7 février 1900 à son domicile de Curzon Street à Londres